# Ducato di Napoli
Il Ducato di Napoli all'origine fu una provincia bizantina (thema) retta da un governatore militare (dux). Come in altri territori bizantini d'Italia, la nobiltà locale riuscì a rendere il ducato uno stato autonomo e a rendere ereditaria la carica di duca. Lo stato, che durò per oltre cinque secoli nell'alto Medioevo, è noto anche con il nome di Ducato napoletano.

## Territorio
Nel VII secolo il Ducato comprendeva, oltre a Napoli, la ristretta area delle zone costiere (come le vicine Amalfi e Gaeta) che i Longobardi non erano riusciti a conquistare. Si estendeva nell'area dell'attuale città metropolitana di Napoli comprendendo, oltre la città, il Vesuviano, la Penisola sorrentina e l'Isola di Capri, l'Area flegrea e le isole d'Ischia e Procida, l'Afragolese, i territori di Pomigliano d'Arco, Caivano, Sant'Antimo, Giugliano (fino al Lago di Patria), il Nolano, oltre a zone dell'attuale provincia di Caserta come l'Aversano. Nell'866 l'isola Capri fu donata ad Amalfi in seguito ad un trattato. La popolazione della capitale, Napoli, oscillava in quel periodo tra i trentamila e i trentacinquemila abitanti. Il palazzo ducale era sito nell'antico quartiere del Nilo, fra l'attuale collina di Monterone e Spaccanapoli. Il complesso era caratterizzato da cortili, porticati e giardini.

## Origini e storia

Il sud Italia attorno all'anno 1000.

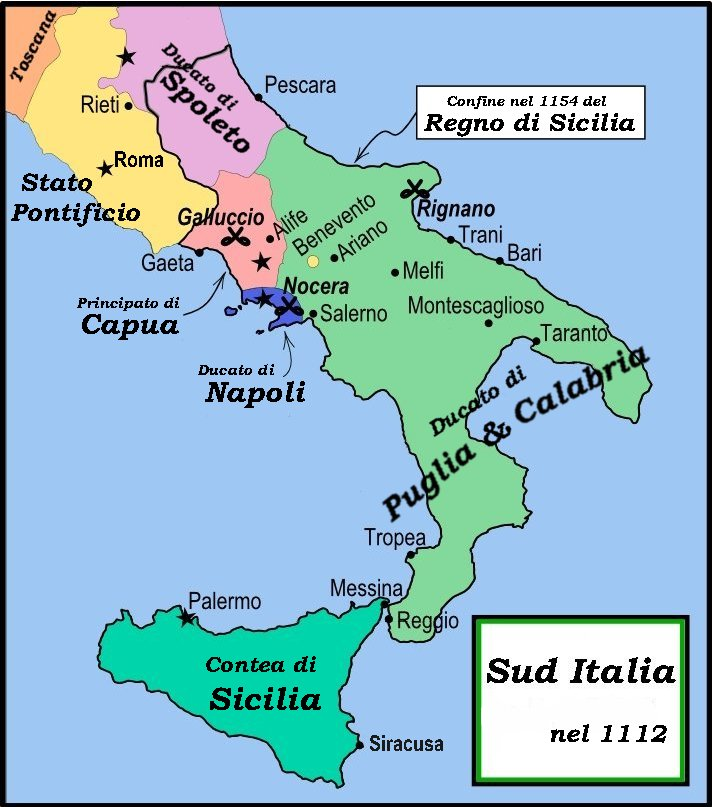
Il ducato di Napoli nel 1112.

Il patriziato napoletano dell'epoca ducale era rappresentato dalle cosiddette "famiglie magnatizie", iscritte ai sedili della città medievale: tra di esse meritano menzione il casato dei Capece, dei Ferrario, dei Melluso, dei Piscicelli, dei Pappansogna, dei Boccia, dei Gennaro, dei Russo e dei Morfisa, che ebbero particolare rilievo nella vita civile della città a partire dal X secolo.
La data di nascita del ducato di Napoli è incerta. Se è vero infatti che a Napoli vi era un dux (duca) fin dalla guerra gotica (il primo fu Conone, nominato da Belisario), è altrettanto vero che all'inizio non aveva poteri civili ma solo militari (la massima autorità civile era lo Iudex, ad esempio Scolastico, menzionato da papa Gregorio I).
In particolare, papa Gregorio, dopo aver chiesto invano all'esarca Romano l'invio di un dux, nominò personalmente il tribuno Costanzo comandante del presidio cittadino, il quale, in occasione dell'assedio di Napoli nel 592 da parte di Arechi I di Benevento e Ariulfo, riuscì a difendere la città.
La formazione del ducato fu un processo graduale, che portò a una sempre maggiore importanza del dux, che nel 638 diventò infine la massima autorità civile e militare. In una lettera papa Onorio I ordinò al magister militum Anatolio, probabilmente dux di Napoli, di consegnare allo Iudex Provinciae un soldato del castrum di Salerno colpevole di aver ucciso il fratello.
Dal 638 in poi, i poteri civili e militari vennero accentrati in un duca (dux), nominato dall'imperatore e sottoposto prima all'esarca di Ravenna e dopo la fine dell'esarcato allo stratega di Sicilia.
Nel 661, ridottosi il pericolo longobardo, Costante II nominò duca Basilio, un funzionario locale: fu il primo passo verso la formazione di uno stato indipendente da Bisanzio. Nel 763, il duca Stefano II di Napoli coniò monete locali, con l'effigie del patrono e il proprio monogramma. Secondo alcuni storici risale ad allora l'autonomia del ducato, che però continuò a far parte, almeno nominalmente, dell'Impero bizantino. Nell'818, alla morte del duca Antimo, Napoli tornò tuttavia per un breve periodo sotto il controllo diretto dei Bizantini, che inviarono i propri funzionari Teoctisto e il protospatario Teodoro a governare la città. Nell'821, con Stefano III, la carica ducale tornò comunque alla classe dirigente locale. A Palermo nell'831 si insediò la dinastia araba, ma già a Napoli si intravide una politica filo-musulmana in vista di una proiezione più mediterranea che continentale del ducato.
Un ulteriore passo significativo verso la completa autonomia fu compiuto nell'840 quando il duca Sergio I di Napoli dichiarò ereditaria la carica ducale.
Il Ducato di Napoli fu coinvolto, fin dalla sua nascita e per tutta la sua esistenza, in una continua e quasi ininterrotta sequenza di guerre, principalmente difensive, contro la pressione dei suoi potenti e numerosi vicini. Tra questi, principalmente, i principati longobardi di Benevento, di Salerno e di Capua, i corsari Saraceni, gli imperatori bizantini, i pontefici e, infine, i Normanni, che lo conquistarono definitivamente nel 1137, ponendo fine alla sua storia.
Nell'836 i Napoletani dovettero allearsi con i Saraceni per far fronte all'ennesimo assedio dei principi di Benevento (il quinto in venti anni).

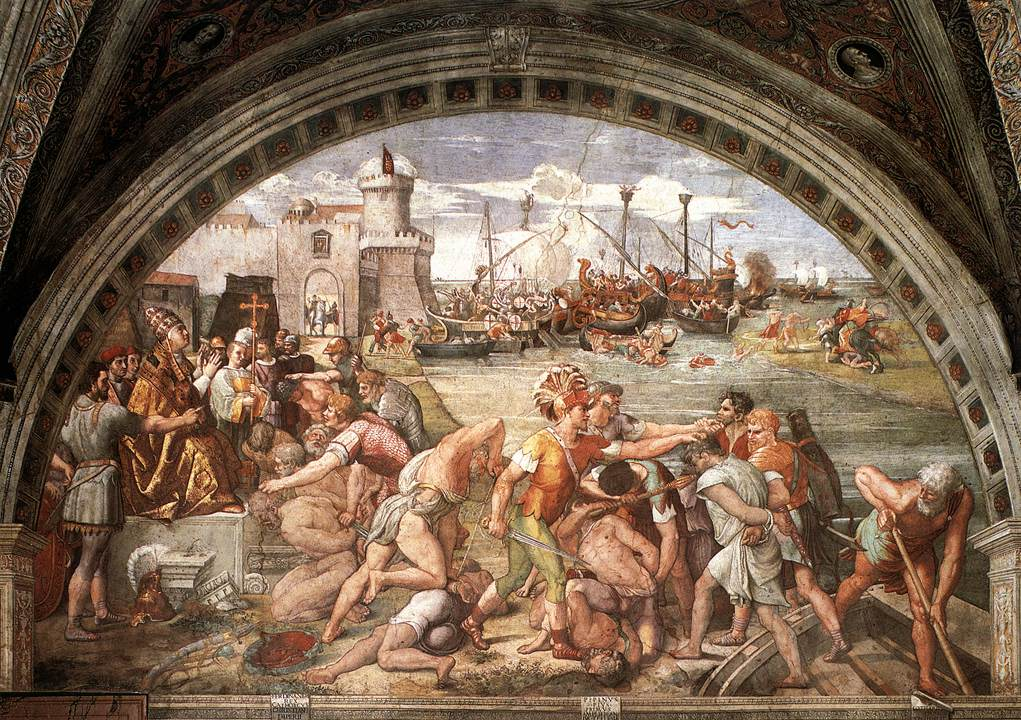
L'affresco di Raffaello intitolato "Battaglia di Ostia", indicativo della leggendaria fama della battaglia

Particolarmente significativa l'alleanza che portò alla costituzione della Lega Campana, di cui si fece principale promotore papa Leone IV per la difesa di Roma. Una prima storica alleanza di Stati italiani militarmente uniti contro la minaccia straniera, che anticipa di circa tre secoli la più pubblicizzata Lega Lombarda. Nell'estate dell'849 la Lega Campana fu protagonista della Battaglia di Ostia, immortalata da Raffaello Sanzio in un celebre affresco nelle stanze vaticane. Una flotta costituita dalle navi dei ducati di Amalfi, Gaeta, Napoli e Sorrento, sotto la guida del console Cesario di Napoli, sbaragliò i Saraceni che si apprestavano a sbarcare presso Ostia con l'intento di operare l'invasione e la distruzione di Roma e del papato.
Nel X secolo inoltre, dovettero difendersi anche dalle mire dell'imperatore Ottone II di Sassonia.
Nel 1027 il duca Sergio IV di Napoli donò la contea di Aversa alla banda di mercenari normanni di Rainulfo Drengot, che lo avevano affiancato nell'ennesima guerra contro il principato di Capua. Dalla base di Aversa, nel volgere di un secolo, i normanni saranno in grado di sottomettere tutto il meridione d'Italia, dando vita al Regno di Sicilia. Il ducato di Napoli fu, comunque, l'ultimo territorio a cadere in mano normanna, con la capitolazione del duca Sergio VII di Napoli nel 1137.